# Nations Cup de 1997
Nations Cup de 1997 foi a décima primeira edição da competição, um evento anual de patinação artística no gelo organizado pela Deutsche Eislauf-Union, e que fez parte do Champions Series de 1997–98. A competição foi disputada entre os dias 30 de outubro e 2 de novembro, na cidade de Gelsenkirchen, Alemanha.

## Eventos
- Individual masculino
- Individual feminino
- Duplas
- Dança no gelo

## Medalhistas
| Evento                        | Ouro                                         | Prata                                          | Bronze                                       |
| Individual masculino detalhes | Elvis Stojko · Canadá                        | Igor Pashkevich · Azerbaijão                   | Alexander Abt · Rússia                       |
| Individual feminino detalhes  | Tanja Szewczenko · Alemanha                  | Irina Slutskaya · Rússia                       | Elena Liashenko · Ucrânia                    |
| Duplas detalhes               | Mandy Wötzel · Ingo Steuer · Alemanha        | Elena Berezhnaya · Anton Sikharulidze · Rússia | Evgenia Filonenko · Igor Marchenko · Ucrânia |
| Dança no gelo detalhes        | Anjelika Krylova · Oleg Ovsyannikov · Rússia | Marina Anissina · Gwendal Peizerat · França    | Irina Romanova · Igor Yaroshenko · Ucrânia   |

## Resultados

### Individual masculino
| Pos.              | Nome               | Nacionalidade  | Pontos | PC | PL |
| ----------------- | ------------------ | -------------- | ------ | -- | -- |
| Medalha de ouro   | Elvis Stojko       | Canadá         | 1.5    | 1  | 1  |
| Medalha de prata  | Igor Pashkevich    | Azerbaijão     | 4.0    | 2  | 2  |
| Medalha de bronze | Alexander Abt      | Rússia         | 5.5    | 5  | 3  |
| 4                 | Philippe Candeloro | França         | 7.0    | 6  | 4  |
| 5                 | Michael Weiss      | Estados Unidos | 7.0    | 4  | 5  |
| 6                 | Dmitri Dmitrenko   | Ucrânia        | 7.5    | 3  | 6  |
| 7                 | Andrejs Vlascenko  | Alemanha       | 11.0   | 8  | 7  |
| 8                 | Szabolcs Vidrai    | Hungria        | 12.5   | 7  | 9  |
| 9                 | Steven Cousins     | Reino Unido    | 13.0   | 10 | 8  |
| 10                | Michael Hopfes     | Alemanha       | 14.5   | 9  | 10 |
| 11                | Sven Meyer         | Alemanha       | 16.5   | 11 | 11 |

### Individual feminino
| Pos.              | Nome              | Nacionalidade  | Pontos | PC | PL |
| ----------------- | ----------------- | -------------- | ------ | -- | -- |
| Medalha de ouro   | Tanja Szewczenko  | Alemanha       | 1.5    | 1  | 1  |
| Medalha de prata  | Irina Slutskaya   | Rússia         | 4.5    | 5  | 2  |
| Medalha de bronze | Elena Liashenko   | Ucrânia        | 4.5    | 3  | 3  |
| 4                 | Szusanna Szwed    | Polônia        | 5.0    | 2  | 4  |
| 5                 | Krisztina Czakó   | Hungria        | 7.0    | 4  | 5  |
| 6                 | Julia Vorobieva   | Azerbaijão     | 9.0    | 6  | 6  |
| 7                 | Shizuka Arakawa   | Japão          | 11.0   | 8  | 7  |
| 8                 | Eva-Maria Fitze   | Alemanha       | 13.0   | 10 | 8  |
| 9                 | Jennifer Robinson | Canadá         | 13.5   | 9  | 9  |
| 10                | Sydne Vogel       | Estados Unidos | 14.5   | 7  | 11 |
| 11                | Laetitia Hubert   | França         | 15.5   | 11 | 10 |

### Duplas
| Pos.              | Nome                                    | Nacionalidade | Pontos | PC | PL |
| ----------------- | --------------------------------------- | ------------- | ------ | -- | -- |
| Medalha de ouro   | Mandy Wötzel / Ingo Steuer              | Alemanha      | 1.5    | 1  | 1  |
| Medalha de prata  | Elena Berezhnaya / Anton Sikharulidze   | Rússia        | 3.0    | 2  | 2  |
| Medalha de bronze | Evgenia Filonenko / Igor Marchenko      | Ucrânia       | 5.0    | 4  | 3  |
| 4                 | Peggy Schwarz / Mirko Müller            | Alemanha      | 5.5    | 3  | 4  |
| 5                 | Marie-Claude Savard-Gagnon / Luc Bradet | Canadá        | 8.0    | 6  | 5  |
| 6                 | Maria Petrova / Teimuraz Pulin          | Rússia        | 9.0    | 5  | 6  |
| WD                | Line Haddad / Sylvain Privé             | França        | —      | 7  | WD |

### Dança no gelo
| Pos.              | Nome                                  | Nacionalidade  | Pontos | DC | DO | DL |
| ----------------- | ------------------------------------- | -------------- | ------ | -- | -- | -- |
| Medalha de ouro   | Anjelika Krylova / Oleg Ovsiannikov   | Rússia         | 2.0    | 1  | 1  | 1  |
| Medalha de prata  | Marina Anissina / Gwendal Peizerat    | França         | 4.0    | 2  | 2  | 2  |
| Medalha de bronze | Irina Romanova / Igor Yaroshenko      | Ucrânia        | 6.0    | 3  | 3  | 3  |
| 4                 | Tatiana Navka / Nikolai Morozov       | Bielorrússia   | 8.6    | 4  | 5  | 4  |
| 5                 | Kati Winkler / René Lohse             | Alemanha       | 9.4    | 5  | 4  | 5  |
| 6                 | Diane Gerencser / Pasquale Camerlengo | Itália         | 12.0   | 6  | 6  | 6  |
| 7                 | Galit Chait / Sergei Sakhanovsky      | Israel         | 14.0   | 7  | 7  | 7  |
| 8                 | Chantal Lefebvre / Michel Brunet      | Canadá         | 16.0   | 8  | 8  | 8  |
| 9                 | Eve Chalom / Mathew Gates             | Estados Unidos | 18.0   | 9  | 9  | 9  |
| 10                | Aya Kawai / Hiroshi Tanaka            | Japão          | 20.6   | 10 | 11 | 10 |
| 11                | Stephanie Rauer / Thomas Rauer        | Alemanha       | 21.4   | 11 | 10 | 11 |

## Quadro de medalhas
| Ordem | País       | Medalha de ouro | Medalha de prata | Medalha de bronze |    | Ordem por total |
| ----- | ---------- | --------------- | ---------------- | ----------------- | -- | --------------- |
| 1     | Alemanha   | 2               |                  |                   | 2  | 3               |
| 2     | Rússia     | 1               | 2                | 1                 | 4  | 1               |
| 3     | Canadá     | 1               |                  |                   | 1  | 4               |
| 4     | Azerbaijão |                 | 1                |                   | 1  | 4               |
| 4     | França     |                 | 1                |                   | 1  | 4               |
| 6     | Ucrânia    |                 |                  | 3                 | 3  | 2               |
| TOTAL | TOTAL      | 4               | 4                | 4                 | 12 | —               |